# Vụ bê bối Enron
Vụ bê bối Enron, được công bố vào tháng 10 năm 2001, cuối cùng đã dẫn đến sự phá sản của Enron Corporation, một công ty năng lượng của Mỹ có trụ sở tại Houston, Texas, và sự giải thể thực tế của Arthur Andersen, một trong năm đối tác kiểm toán và kế toán lớn nhất ở thế giới. Không những là tổ chức lớn nhất bị phá sản trong lịch sử nước Mỹ vào thời điểm đó, Enron còn được coi là thất bại kiểm toán lớn nhất. :61
Enron được thành lập vào năm 1985 bởi Kenneth Lay sau khi sáp nhập Houston Natural Gas và InterNorth. Vài năm sau, khi Jeffrey Skilling được thuê vào công ty, ông đã phát triển một đội ngũ giám đốc điều hành - bằng cách sử dụng các lỗ hổng kế toán, các thực thể có mục đích đặc biệt và báo cáo tài chính sai chuẩn - để che giấu hàng tỷ đô la nợ từ các giao dịch và dự án thất bại. Giám đốc tài chính Andrew Fastow và các giám đốc điều hành khác không chỉ đánh lạc hướng ban giám đốc và ủy ban kiểm toán của Enron về các hoạt động kế toán rủi ro cao, mà còn gây áp lực cho công ty kiếm toán Arthur Andersen bỏ qua các vấn đề đó.
Các cổ đông của Enron đã đệ đơn kiện 40 tỷ đô la sau khi giá cổ phiếu của công ty, từ mức cao 90,75 đô la Mỹ / cổ phiếu vào giữa năm 2000, giảm mạnh xuống dưới 1 đô la vào cuối tháng 11 năm 2001. Ủy ban Chứng khoán và Giao dịch Hoa Kỳ (SEC) đã mở một cuộc điều tra, và đối thủ cạnh tranh của Houston - Dynegy đã đề nghị mua công ty với giá rất thấp. Thỏa thuận thất bại, vào ngày 2 tháng 12 năm 2001, Enron đã nộp đơn xin phá sản theo Chương 11 của Bộ luật Phá sản Hoa Kỳ. Khối tài sản trị giá 63,4 tỷ đô la Mỹ của Enron khiến nó trở thành vụ phá sản doanh nghiệp lớn nhất trong lịch sử Hoa Kỳ cho đến khi WorldCom phá sản vào năm sau đó.
Nhiều giám đốc điều hành tại Enron đã bị truy tố vì nhiều tội danh và một số người sau đó đã bị kết án tù. Arthur Andersen bị kết tội phá hủy bất hợp pháp các tài liệu liên quan đến cuộc điều tra của SEC, do đó giấy phép kiểm toán các công ty đại chúng mất hiệu lực và hoàn toàn đóng cửa công ty. Vào thời điểm Tòa án Tối cao Hoa Kỳ thay đổi phán quyết trước đó của tòa án quận với Arthur Andersen, công ty đã mất phần lớn khách hàng và đã ngừng hoạt động. Nhân viên và cổ đông của Enron đã được nhận lại một khoản hoàn phí trong các vụ kiện, mặc dù mất hàng tỷ đô la Mỹ tiền lương hưu và cổ phiếu.
Sau vụ bê bối, các quy định và luật mới đã được ban hành để nâng  cao tính chính xác của báo cáo tài chính cho các công ty đại chúng . Đạo luật Sarbanes - Oxley đã gia tăng hình phạt cho việc phá hủy, thay đổi hoặc làm giả hồ sơ cho các cuộc điều tra liên bang hoặc để lừa gạt các cổ đông. Đạo luật này cũng làm tăng trách nhiệm của các công ty kiểm toán để không thiên vị và độc lập với khách hàng của họ.

## Sự trỗi dậy của Enron

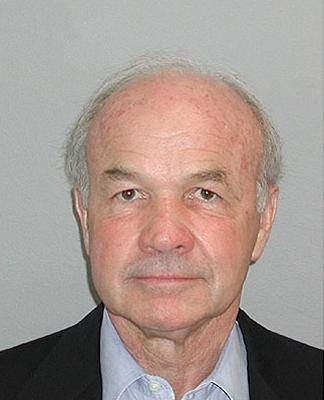
Kenneth Lay trong một bức ảnh nhỏ tháng 7 năm 2004

Năm 1985, Kenneth Lay sáp nhập các công ty đường ống khí đốt tự nhiên của Houston Natural Gas và InterNorth để thành lập Enron. :3 Đầu những năm 1990, ông đã góp phần khởi xướng việc bán điện theo giá thị trường, và ngay sau đó, Quốc hội đã phê chuẩn luật bãi bỏ quy định mua bán khí đốt tự nhiên. Điều đó đã tạo điều kiện cho các nhà giao dịch như Enron bán năng lượng với giá cao hơn, làm tăng đáng kể doanh thu. Sau khi các nhà sản xuất và chính quyền địa phương giảm bớt hậu quả của biến động giá  và yêu cầu tăng quy định, việc vận động hành lang mạnh mẽ từ phía Enron và những người khác đã ngăn chặn quy định đó.
Enron trở thành công ty bán khí đốt tự nhiên lớn nhất ở Bắc Mỹ vào năm 1992, giao dịch hợp đồng khí đốt của họ kiếm được 122 triệu đô la (trước lãi và thuế), đóng góp lớn thứ hai vào thu nhập ròng của công ty. Việc tạo ra trang web giao dịch EnronOnline vào tháng 11 năm 1999 cho phép công ty quản lý tốt hơn các hợp đồng kinh doanh thương mại của mình. :7
Trong nỗ lực tăng trưởng hơn nữa, Enron đã theo đuổi chiến lược đa dạng hóa. Công ty sở hữu và vận hành nhiều loại tài sản bao gồm đường ống dẫn khí, nhà máy điện, nhà máy giấy và bột giấy, nhà máy nước và dịch vụ băng thông toàn cầu. Công ty cũng đạt được doanh thu bổ sung bằng các hợp đồng giao dịch cho các tập sản phẩm và dịch vụ liên quan, :5 thành lập các nhà máy phát điện ở các nước đang phát triển và các thị trường mới nổi bao gồm Philippines (Subic Bay), Indonesia và Ấn Độ (Dabhol).
Cổ phiếu của Enron đã tăng từ đầu những năm 1990 cho đến cuối năm 1998 thêm 311%, chỉ cao hơn một chút so với tốc độ tăng trưởng trung bình trong chỉ số Standard & Poor 500. :1 Tuy nhiên, cổ phiếu đã tăng 56% trong năm 1999 và thêm 87% vào năm 2000, so với mức tăng 20% và giảm 10% cho chỉ số trong cùng năm. Đến ngày 31 tháng 12 năm 2000, cổ phiếu của Enron có giá 83,13 đô la và vốn hóa thị trường của nó vượt quá 60 tỷ đô la, thu nhập gấp 70 lần và sáu lần giá trị sổ sách, một dấu hiệu cho thấy kỳ vọng cao của thị trường chứng khoán về triển vọng tương lai của nó. Ngoài ra, Enron được đánh giá là công ty lớn sáng tạo nhất nước Mỹ trong cuộc khảo sát các công ty được ngưỡng mộ nhất của Fortune.  :1

## Nguyên nhân của sự sụp đổ

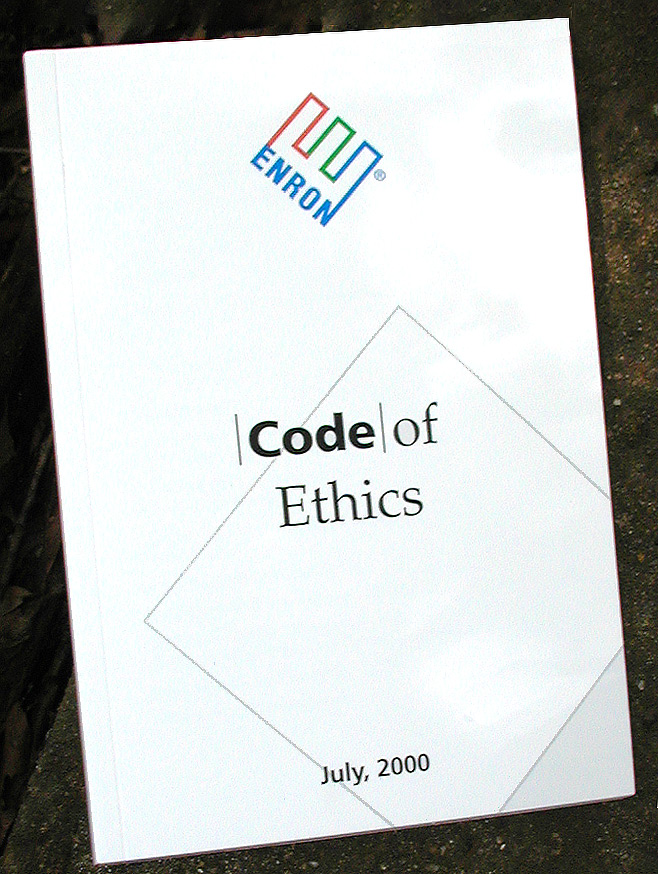
Chủ thể của vụ bê bối kế toán này đã xuất bản một bản hướng dẫn về đạo đức trước đó

Báo cáo tài chính phức tạp của Enron đã gây nhầm lẫn cho các cổ đông và các nhà phân tích. :6  Ngoài ra, mô hình kinh doanh phức tạp và các hoạt động phi đạo đức yêu cầu công ty phải sử dụng các hạn chế kế toán để thể hiện thu nhập sai và sửa đổi bảng cân đối kế toán để chỉ ra hiệu suất thuận lợi. :9
Hậu quả của sự kết hợp của những vấn đề này đã dẫn đến sự phá sản của công ty và phần lớn trong số chúng được duy trì nhờ kiến thức gián tiếp hoặc hành động trực tiếp của Lay, Jeffrey Skilling, Andrew Fastow và các giám đốc điều hành khác như Rebecca Mark. Lay đã từng là chủ tịch của công ty trong vài năm qua và được chấp thuận về các hành động của Skilling và Fastow, mặc dù ông không luôn hỏi về các chi tiết. Skilling liên tục tập trung vào việc đáp ứng kỳ vọng của Phố Wall, ủng hộ việc sử dụng kế toán theo thị trường (kế toán dựa trên giá trị thị trường, sau đó bị thổi phồng) và điều hành Enron gây áp lực để tìm cách mới để che giấu khoản nợ. Fastow và các giám đốc điều hành khác "đã tạo ra các phương tiện ngoại bảng, cơ cấu tài chính phức tạp và các giao dịch gây hoang mang đến mức ít người có thể hiểu chúng."  :132–133

### Ghi nhận doanh thu
Enron và các nhà cung cấp năng lượng khác kiếm được lợi nhuận bằng cách cung cấp các dịch vụ như giao dịch bán buôn và quản lý rủi ro ngoài việc xây dựng và bảo trì các nhà máy điện, đường ống khí đốt tự nhiên, kho, và các cơ sở chế biến. Khi chấp nhận rủi ro mua và bán sản phẩm, thương nhân được phép báo cáo giá bán dưới dạng doanh thu và chi phí của sản phẩm là giá vốn hàng bán. Ngược lại, một " đại lý " cung cấp dịch vụ cho khách hàng, nhưng không chịu rủi ro giống như các thương nhân mua và bán. Các nhà cung cấp dịch vụ, khi được phân loại là đại lý, có thể báo cáo phí giao dịch và môi giới dưới dạng doanh thu, mặc dù không phải là toàn bộ giá trị của giao dịch. :101–103
Mặc dù các công ty thương mại như Goldman Sachs và Merrill Lynch đã sử dụng "mô hình đại lý" thông thường để báo cáo doanh thu (trong đó chỉ có phí giao dịch hoặc môi giới sẽ được báo cáo là doanh thu), thay vào đó, Enron đã chọn báo cáo toàn bộ giá trị của mỗi giao dịch của mình dưới dạng doanh thu. "Mô hình thương gia" này được coi là tích cực hơn trong việc giải thích kế toán so với mô hình đại lý. :102 Phương pháp báo cáo doanh thu giao dịch tăng cao của Enron sau đó đã được các công ty khác trong ngành kinh doanh năng lượng áp dụng nhằm cố gắng cạnh tranh với mức tăng doanh thu lớn của công ty. Các công ty năng lượng khác như Duke Energy, Reliant Energy và Dynegy đã gia nhập Enron trong 50 công ty lớn nhất trong Fortune 500 dựa trên doanh thu chủ yếu nhờ áp dụng kế toán doanh thu giao dịch tương tự như Enron.  :105
Từ năm 1996 đến năm 2000, doanh thu của Enron đã tăng hơn 750%, tăng từ 13,3 tỷ đô la năm 1996 lên 100,8 tỷ đô la năm 2000. Sự mở rộng 65% mỗi năm này là chưa từng có trong bất kỳ ngành nào, bao gồm cả ngành năng lượng, thường coi mức tăng trưởng 2% 3% mỗi năm là đáng nể. Chỉ trong chín tháng đầu năm 2001, Enron đã báo cáo doanh thu 138,7 tỷ đô la, đặt công ty ở vị trí thứ sáu trên Fortune Global 500. :97–100
Enron cũng sử dụng các thủ thuật kế toán sáng tạo và các giao dịch cho vay được phân loại sai mục đích là doanh số gần với thời hạn báo cáo hàng quý, tương tự như kế hoạch của Lehman Brothers Repo 105 trong cuộc khủng hoảng tài chính năm 2008, hoặc Goldman Sachs che giấu tiền tệ. Trong trường hợp của Enron, Merrill Lynch đã mua xà lan Nigeria với sự bảo đảm mua lại của Enron ngay trước thời hạn thu nhập. Enron đã báo cáo sai về khoản vay cầu là một vụ mua bán thực sự, sau đó mua lại xà lan vài tháng sau đó. Các giám đốc của Merril Lynch sau đó đã bị xét xử và kết án vì giúp đỡ Enron trong các hoạt động kế toán gian lận.

### Hạch toán theo giá trị thị trường (Mark to Market)
Trong hoạt động kinh doanh khí đốt tự nhiên của Enron, kế toán khá đơn giản: trong từng khoảng thời gian, công ty đã liệt kê chi phí thực tế của việc cung cấp khí đốt và doanh thu thực tế nhận được từ việc bán nó. Tuy nhiên, khi Skilling gia nhập công ty, ông yêu cầu doanh nghiệp kinh doanh áp dụng kế toán theo thị trường, tuyên bố rằng nó sẽ đại diện cho "giá trị kinh tế thực sự". :39–42 Enron trở thành công ty phi tài chính đầu tiên sử dụng phương pháp này để giải thích cho các hợp đồng dài hạn phức tạp của mình. Kế toán theo thị trường yêu cầu rằng một khi hợp đồng dài hạn được ký kết, thu nhập được ước tính là giá trị hiện tại của dòng tiền tương lai ròng. Thông thường, khả năng tồn tại của các hợp đồng này và chi phí liên quan của chúng rất khó ước tính. :10 Do sự khác biệt lớn giữa lợi nhuận và tiền mặt được báo cáo, các nhà đầu tư thường được đưa ra các báo cáo sai lệch hoặc gây hiểu lầm. Theo phương pháp này, thu nhập từ các dự án có thể được ghi lại, mặc dù công ty có thể chưa bao giờ nhận được tiền, với thu nhập này làm tăng thu nhập tài chính trên sổ sách. Tuy nhiên, vì trong những năm tới lợi nhuận không thể được đưa vào, thu nhập mới và bổ sung phải được đưa vào từ nhiều dự án hơn để phát triển tăng trưởng bổ sung để xoa dịu các nhà đầu tư.  :39–42 Như một đối thủ cạnh tranh của Enron đã tuyên bố: "Nếu bạn tăng tốc thu nhập của mình, thì bạn phải tiếp tục thực hiện ngày càng nhiều giao dịch để hiển thị thu nhập tương tự hoặc tăng."  Bất chấp những nguy cơ tiềm ẩn, Ủy ban Chứng khoán và Giao dịch Hoa Kỳ (SEC) đã phê duyệt phương pháp kế toán cho Enron trong giao dịch hợp đồng tương lai khí đốt tự nhiên vào ngày 30 tháng 1 năm 1992.  :39–42 Tuy nhiên, Enron sau đó đã mở rộng việc sử dụng sang các khu vực khác trong công ty để giúp hãng đáp ứng các dự đoán của Phố Wall.  :127
Đối với một hợp đồng, vào tháng 7 năm 2000, Enron và Blockbuster Video đã ký một thỏa thuận 20 năm để giới thiệu giải trí theo yêu cầu cho các thành phố khác nhau của Hoa Kỳ vào cuối năm nay. Sau một số dự án thí điểm, Enron đã tuyên bố lợi nhuận ước tính hơn 110 triệu đô la từ thỏa thuận này, mặc dù các nhà phân tích đã đặt câu hỏi về khả năng kỹ thuật và nhu cầu thị trường của dịch vụ. :10 Khi mạng không hoạt động, Blockbuster đã rút khỏi hợp đồng. Enron tiếp tục đòi lợi nhuận trong tương lai, mặc dù thỏa thuận dẫn đến thua lỗ.

### Các thực thể mục đích đặc biệt
Enron đã sử dụng các thực thể có mục đích đặc biệt, các đối tác hoặc công ty hạn chế được tạo ra để thực hiện mục đích tạm thời hoặc cụ thể để tài trợ hoặc quản lý rủi ro liên quan đến các tài sản cụ thể. Công ty đã chọn tiết lộ chi tiết tối thiểu về việc sử dụng "các thực thể có mục đích đặc biệt". :11 Các công ty vỏ này được tạo ra bởi một nhà tài trợ, nhưng được tài trợ bởi các nhà đầu tư cổ phần độc lập và tài trợ nợ. Đối với mục đích báo cáo tài chính, một loạt các quy tắc ra lệnh cho dù một thực thể có mục đích đặc biệt là một thực thể riêng biệt với nhà tài trợ. Tổng cộng, vào năm 2001, Enron đã sử dụng hàng trăm thực thể có mục đích đặc biệt để che giấu khoản nợ của mình.  :10 Enron sử dụng một số thực thể mục đích đặc biệt, chẳng hạn như quan hệ đối tác trong nơi tạm trú thuế Thomas và Condor của mình, tin tưởng tài sản tài chính chứng khoán đầu tư (FASITs) trong thỏa thuận Apache, ống dẫn đầu tư thế chấp bất động sản (REMICs) trong thỏa thuận Steele, và REMICs và thực ủy thác đầu tư bất động sản (REITs) trong thỏa thuận Nam Kỳ.
Các thực thể có mục đích đặc biệt là các kế hoạch Tobashi được sử dụng cho nhiều hơn là chỉ phá vỡ các quy ước kế toán. Do một vi phạm, bảng cân đối kế toán của Enron đã vượt quá các khoản nợ của nó và vượt quá vốn chủ sở hữu của nó, và thu nhập của nó đã bị cường điệu hóa. :11 Enron công bố cho các cổ đông của mình rằng họ đã tự bảo hiểm rủi ro giảm trong đầu tư thanh khoản riêng của mình sử dụng các đối tượng mục đích đặc biệt. Tuy nhiên, các nhà đầu tư đã không biết thực tế rằng các thực thể có mục đích đặc biệt đang thực sự sử dụng cổ phiếu và bảo lãnh tài chính của công ty để tài trợ cho các hàng rào này. Điều này ngăn Enron được bảo vệ khỏi rủi ro nhược điểm.  :11 Các ví dụ đáng chú ý của các thực thể có mục đích đặc biệt mà Enron sử dụng là JEDI, Chewco, Whitewing và LJM.

#### JEDI và Chewco
Năm 1993, Enron đã thành lập một liên doanh đầu tư năng lượng với CalPERS, quỹ hưu trí của tiểu bang California, được gọi là Đầu tư phát triển năng lượng chung (JEDI). :67 Năm 1997, Skilling, làm Giám đốc điều hành (COO), đã yêu cầu CalPERS tham gia Enron trong một khoản đầu tư riêng biệt. CalPERS đã quan tâm đến ý tưởng này, nhưng chỉ khi nó có thể bị chấm dứt như một đối tác trong JEDI. :30 Tuy nhiên, Enron không muốn thể hiện bất kỳ khoản nợ nào từ việc giả định cổ phần của CalPERS trong JEDI trên bảng cân đối kế toán. Giám đốc tài chính (CFO) Fastow đã phát triển tổ chức đối tác hạn chế Chewco Investments (LP) nhằm tăng nợ được bảo lãnh bởi Enron và được sử dụng để mua cổ phần liên doanh của CalPERS với giá 383 triệu USD. :11 Vì tổ chức Chewco của Fastow, các khoản lỗ của JEDI đã bị loại khỏi bảng cân đối của Enron.
Vào mùa thu năm 2001, sự sắp xếp của CalPERS và Enron đã được phát hiện, đòi hỏi phải ngừng phương pháp kế toán trước của Enron cho Chewco và JEDI. Việc không đủ tiêu chuẩn này cho thấy thu nhập được báo cáo của Enron từ năm 1997 đến giữa năm 2001 sẽ cần phải giảm 405 triệu đô la và khoản nợ của công ty sẽ tăng thêm 630 triệu đô la. :31
Whitewing là tên của một thực thể có mục đích đặc biệt được sử dụng như một phương thức tài chính của Enron. Vào tháng 12 năm 1997, với khoản tài trợ trị giá 579 triệu đô la do Enron cung cấp và 500 triệu đô la bởi một nhà đầu tư bên ngoài, Whitewing Associates LP đã được thành lập. Hai năm sau, sự sắp xếp của thực thể đã được thay đổi để nó sẽ không còn được hợp nhất với Enron và được tính vào bảng cân đối của công ty. Whitewing đã được sử dụng để mua tài sản Enron, bao gồm cả cổ phần trong các nhà máy điện, đường ống, cổ phiếu và các khoản đầu tư khác. Từ năm 1999 đến 2001, Whitewing đã mua tài sản từ Enron trị giá 2 tỷ USD, sử dụng cổ phiếu Enron làm tài sản thế chấp. Mặc dù các giao dịch đã được hội đồng Enron chấp thuận, việc chuyển nhượng tài sản không phải là doanh số thực và thay vào đó nên được coi là các khoản vay.

#### LJM và Raptors
Năm 1999, Fastow đã thiết lập hai mối quan hệ đối tác hạn chế: LJM Cayman. LP (LJM1) và LJM2 Co-Investment LP (LJM2), với mục đích mua cổ phiếu và cổ phần hoạt động kém của Enron để cải thiện báo cáo tài chính. LJM 1 và 2 được tạo ra chỉ để phục vụ như là nhà đầu tư vốn bên ngoài cần thiết cho các thực thể có mục đích đặc biệt đang được Enron sử dụng. :31 Fastow đã phải đi trước hội đồng quản trị để được miễn trừ quy tắc đạo đức của Enron Lưu trữ ngày 4 tháng 12 năm 2020 tại Wayback Machine (vì ông có chức danh CFO) để quản lý các công ty. :193, 197 Hai quan hệ đối tác được tài trợ với khoảng 390 triệu đô la được cung cấp bởi Wachovia, JP Morgan Chase, Credit Suisse First Boston, Citigroup và các nhà đầu tư khác. Merrill Lynch, thị trường vốn cổ phần, cũng đã đóng góp 22 triệu đô la để tài trợ cho các thực thể.  :31
Enron chuyển sang "Raptor I-IV", bốn tổ chức mục đích đặc biệt LJM liên quan đến đặt tên theo velociraptors trong Công viên kỷ Jura, hơn "$ 1,2 tỷ trong tài sản, bao gồm hàng triệu cổ phiếu của Enron cổ phiếu phổ thông quyền và dài hạn đối với hàng triệu mua thêm cổ phiếu, cộng với 150 triệu đô la ghi chú Enron phải trả "như được tiết lộ trong phần chú thích báo cáo tài chính của công ty. :33 Các thực thể có mục đích đặc biệt đã được sử dụng để thanh toán cho tất cả những điều này bằng cách sử dụng các công cụ nợ của thực thể. Các chú thích cũng tuyên bố rằng tổng số tiền của các công cụ lên tới 1,5 tỷ đô la và số tiền đáng chú ý là 2,1 tỷ đô la đã được sử dụng để ký kết hợp đồng phái sinh với Enron.  :33
Enron đã viết hoa cho Raptors, và, theo cách tương tự như kế toán được sử dụng khi một công ty phát hành cổ phiếu tại một đợt chào bán công khai, sau đó đặt các ghi chú phải trả được phát hành dưới dạng tài sản trên bảng cân đối kế toán của mình trong khi tăng vốn chủ sở hữu của cổ đông với cùng số tiền. :38 Sự đối xử này sau đó đã trở thành một vấn đề đối với Enron và kiểm toán viên Arthur Andersen khi loại bỏ nó khỏi bảng cân đối kế toán dẫn đến giảm 1,2 tỷ đô la vốn cổ phần ròng.
Cuối cùng, các hợp đồng phái sinh trị giá 2,1 tỷ USD đã mất đi giá trị đáng kể. Hoán đổi được thiết lập tại thời điểm giá cổ phiếu đạt được tối đa. Trong năm tiếp theo, giá trị của danh mục đầu tư trong các giao dịch hoán đổi đã giảm 1,1 tỷ đô la khi giá cổ phiếu giảm (mất giá trị có nghĩa là các thực thể mục đích đặc biệt hiện đang nợ Enron 1,1 tỷ đô la bởi các hợp đồng). Enron, sử dụng phương pháp kế toán "đánh dấu thị trường", đã đòi khoản lãi 500 triệu đô la trên các hợp đồng hoán đổi trong báo cáo năm 2000 của mình. Khoản lãi này chịu trách nhiệm bù đắp khoản lỗ của danh mục đầu tư chứng khoán và được quy cho gần một phần ba thu nhập của Enron trong năm 2000 (trước khi nó được phục hồi đúng vào năm 2001). :39

### Quản trị doanh nghiệp
Trên giấy tờ, Enron có một ban giám đốc kiểu mẫu bao gồm chủ yếu là người ngoài với cổ phần sở hữu đáng kể và một ủy ban kiểm toán tài năng. Trong bài đánh giá năm 2000 về các hội đồng quản trị tốt nhất, Giám đốc điều hành đã bao gồm Enron trong số năm hội đồng quản trị tốt nhất. Ngay cả với quản trị doanh nghiệp phức tạp và mạng lưới trung gian, Enron vẫn có thể "thu hút một số vốn lớn để tài trợ cho một mô hình kinh doanh đáng ngờ, che giấu hiệu suất thực sự của mình thông qua một loạt các hoạt động kế toán và tài chính, và thổi phồng cổ phiếu của mình đến mức không bền vững. "  :4

#### Bồi thường điều hành
Mặc dù hệ thống quản lý hiệu suất và bồi thường của Enron được thiết kế để giữ lại và thưởng cho các nhân viên có giá trị nhất của mình, hệ thống này đã góp phần vào văn hóa doanh nghiệp rối loạn, bị ám ảnh bởi thu nhập ngắn hạn để tối đa hóa tiền thưởng. Nhân viên liên tục cố gắng để bắt đầu giao dịch, thường coi thường chất lượng của dòng tiền hoặc lợi nhuận, để có được đánh giá tốt hơn cho đánh giá hiệu suất của họ. Ngoài ra, kết quả kế toán đã được ghi nhận càng sớm càng tốt để theo kịp giá cổ phiếu của công ty. Thực tiễn này đã giúp đảm bảo các nhà sản xuất thỏa thuận và giám đốc điều hành nhận được tiền thưởng lớn và các lựa chọn cổ phiếu. :112
Công ty đã liên tục nhấn mạnh giá cổ phiếu của nó. Quản lý đã được bồi thường rộng rãi bằng cách sử dụng tùy chọn cổ phiếu, tương tự như các công ty Mỹ khác. Chính sách giải thưởng quyền chọn cổ phiếu này khiến ban lãnh đạo tạo ra kỳ vọng tăng trưởng nhanh chóng trong nỗ lực mang lại sự xuất hiện của thu nhập được báo cáo để đáp ứng kỳ vọng của Phố Wall. Mã chứng khoán được đặt trong hành lang, thang máy và trên máy tính của công ty. :187 Tại các cuộc họp ngân sách, Skilling sẽ phát triển thu nhập mục tiêu bằng cách hỏi "Bạn cần thu nhập nào để giữ giá cổ phiếu của chúng tôi tăng?" và con số đó sẽ được sử dụng, ngay cả khi nó không khả thi.  :127 Vào ngày 31 tháng 12 năm 2000, Enron có 96 triệu cổ phiếu đang lưu hành dưới dạng kế hoạch lựa chọn cổ phiếu (khoảng 13% cổ phiếu phổ thông đang lưu hành). Tuyên bố ủy quyền của Enron tuyên bố rằng, trong vòng ba năm, những giải thưởng này dự kiến sẽ được thực hiện. :13 Sử dụng giá cổ phiếu tháng 1 năm 2001 của Enron là 83,13 đô la và quyền sở hữu có lợi của các giám đốc được báo cáo trong ủy quyền năm 2001, giá trị quyền sở hữu cổ phiếu của giám đốc là 659 triệu đô la cho Lay và 174 triệu đô la cho Skilling.
Skilling tin rằng nếu nhân viên liên tục lo lắng về chi phí, nó sẽ cản trở suy nghĩ ban đầu. :119 Do đó, chi tiêu ngông cuồng đã lan tràn khắp công ty, đặc biệt là trong số các giám đốc điều hành. Nhân viên có tài khoản chi phí lớn và nhiều giám đốc điều hành được trả đôi khi gấp đôi so với đối thủ cạnh tranh.  :401 Năm 1998, 200 nhân viên được trả lương cao nhất đã nhận được 193 triệu đô la từ tiền lương, tiền thưởng và chứng khoán. Hai năm sau, con số đã nhảy vọt lên 1,4 tỷ đô la.  :241

#### Quản lý rủi ro
Trước vụ bê bối của mình, Enron đã được ca ngợi vì các công cụ quản lý rủi ro tài chính tinh vi. Quản lý rủi ro rất quan trọng đối với Enron không chỉ vì môi trường pháp lý mà còn vì kế hoạch kinh doanh của nó. Enron đã thiết lập các cam kết cố định dài hạn cần được phòng ngừa để chuẩn bị cho sự biến động bất biến của giá năng lượng trong tương lai. Sự sụp đổ phá sản của Enron được cho là do việc sử dụng các công cụ phái sinh và các thực thể có mục đích đặc biệt. Bằng cách phòng ngừa rủi ro của mình với các thực thể có mục đích đặc biệt mà nó sở hữu, Enron giữ lại các rủi ro liên quan đến các giao dịch. Sự sắp xếp này đã có Enron thực hiện các hàng rào với chính nó.
Các hoạt động kế toán tích cực của Enron không bị che giấu khỏi ban giám đốc, sau đó được một tiểu ban Thượng viện biết. Hội đồng quản trị đã được thông báo về lý do sử dụng các giao dịch Whitewing, LJM và Raptor và sau khi phê duyệt chúng, đã nhận được cập nhật trạng thái về hoạt động của các thực thể. Mặc dù không phải tất cả các hoạt động kế toán không phù hợp trên diện rộng của Enron đều được tiết lộ cho hội đồng quản trị, các thực tiễn này phụ thuộc vào các quyết định của hội đồng quản trị. Mặc dù Enron đã phụ thuộc rất nhiều vào các công cụ phái sinh cho hoạt động kinh doanh của mình, Ủy ban Tài chính và hội đồng quản trị của công ty không có đủ kinh nghiệm với các công cụ phái sinh để hiểu những gì họ được nói. Tiểu ban Thượng viện lập luận rằng đã có sự hiểu biết chi tiết về cách thức các công cụ phái sinh được tổ chức, hội đồng sẽ ngăn chặn việc sử dụng chúng.

#### Kiểm toán tài chính
Công ty kiểm toán của Enron, Arthur Andersen, bị cáo buộc áp dụng các tiêu chuẩn liều lĩnh trong kiểm toán vì mâu thuẫn lợi ích đối với phí tư vấn đáng kể do Enron tạo ra. Trong năm 2000, Arthur Andersen kiếm được 25 triệu đô la phí kiểm toán và 27 triệu đô la phí tư vấn (số tiền này chiếm khoảng 27% phí kiểm toán của các khách hàng công cộng cho văn phòng Houston của Arthur Andersen). Các phương pháp của kiểm toán viên được đặt câu hỏi là chỉ được hoàn thành để nhận phí hàng năm hoặc vì thiếu chuyên môn trong việc xem xét chính xác doanh thu của Enron, các tổ chức đặc biệt, công cụ phái sinh và các hoạt động kế toán khác. :15
Enron đã thuê nhiều Kế toán viên công chứng (CPAs) cũng như các kế toán viên đã làm việc trong việc phát triển các quy tắc kế toán với Ủy ban chuẩn mực kế toán tài chính (FASB). Các kế toán viên đã tìm kiếm những cách mới để tiết kiệm tiền của công ty, bao gồm cả việc tận dụng các lỗ hổng được tìm thấy trong Nguyên tắc Kế toán được chấp nhận chung (GAAP), các tiêu chuẩn của ngành kế toán. Một kế toán viên của Enron tiết lộ "Chúng tôi đã cố gắng sử dụng tài liệu [GAAP] một cách tích cực. Tất cả các quy tắc tạo ra tất cả những cơ hội này. Chúng tôi đã đến nơi chúng tôi đã làm vì chúng tôi khai thác điểm yếu đó. "  :142
Các kiểm toán viên của Andersen đã bị áp lực bởi ban quản lý của Enron để trì hoãn việc nhận ra các khoản phí từ các đơn vị có mục đích đặc biệt khi rủi ro tín dụng của nó được biết đến. Vì các thực thể sẽ không bao giờ trả lại lợi nhuận, nên các nguyên tắc kế toán yêu cầu Enron phải xóa sổ, trong đó giá trị của thực thể bị xóa khỏi bảng cân đối kế toán khi thua lỗ. Để gây áp lực với Andersen để đáp ứng kỳ vọng thu nhập của Enron, Enron thỉnh thoảng sẽ cho phép các công ty kế toán Ernst & Young hoặc PricewaterhouseCoopers hoàn thành các nhiệm vụ kế toán để tạo ra ảo tưởng về việc thuê một công ty mới để thay thế Andersen. :148 Mặc dù Andersen được trang bị các biện pháp kiểm soát nội bộ để bảo vệ chống lại các khuyến khích mâu thuẫn của các đối tác địa phương, nhưng nó đã thất bại trong việc ngăn chặn xung đột lợi ích. Trong một trường hợp, văn phòng Houston của Andersen, nơi thực hiện kiểm toán Enron, đã có thể ghi đè bất kỳ đánh giá quan trọng nào về các quyết định kế toán của Enron bởi đối tác Chicago của Andersen. Ngoài ra, sau khi tin tức về các cuộc điều tra của Ủy ban Chứng khoán và Giao dịch Hoa Kỳ (SEC) được công bố, sau đó, Andersen sẽ hủy nhiều tấn tài liệu liên quan và xóa gần 30.000 e-mail và các tập tin máy tính, gây ra cáo buộc che đậy. :15  :383
Những tiết lộ liên quan đến hoạt động chung của Andersen đã dẫn đến sự tan rã của công ty và theo đánh giá sau đây của Ủy ban Quyền hạn (do hội đồng quản trị của Enron chỉ định để xem xét kế toán của công ty vào tháng 10 năm 2001): "Bằng chứng có sẵn cho chúng tôi cho thấy rằng Andersen đã làm không hoàn thành các trách nhiệm nghề nghiệp liên quan đến kiểm toán báo cáo tài chính của Enron hoặc nghĩa vụ của nó để gây chú ý cho Hội đồng của Enron (hoặc Ủy ban Kiểm toán và Tuân thủ) về các hợp đồng nội bộ của Enron đối với các giao dịch của bên liên quan ".
Các ủy ban kiểm toán doanh nghiệp thường chỉ gặp nhau một vài lần trong năm và các thành viên của họ thường chỉ có kinh nghiệm khiêm tốn về kế toán và tài chính. Ủy ban kiểm toán của Enron có nhiều chuyên môn hơn nhiều. Nó bao gồm:
- Robert Jaedicke của Đại học Stanford, một giáo sư kế toán được kính trọng và là cựu hiệu trưởng của Trường Kinh doanh Stanford
- John Mendelsohn, Chủ tịch Trung tâm Ung thư MD Anderson của Đại học Texas
- Paulo Pereira, cựu chủ tịch và Giám đốc điều hành của Ngân hàng Nhà nước Rio de Janeiro ở Brazil
- John Wakeham, cựu Bộ trưởng Bộ Năng lượng và Quốc hội Vương quốc Anh tại Kho bạc
- Ronnie Chan, Chủ tịch Tập đoàn Hồng Kông Hang Lung
- Wendy Gramm, cựu Chủ tịch Ủy ban Giao dịch Hàng hóa Tương lai Hoa Kỳ

Ủy ban kiểm toán của Enron sau đó đã bị chỉ trích vì các cuộc họp ngắn gọn sẽ bao gồm số lượng lớn tài liệu. Trong một cuộc họp vào ngày 12 tháng 2 năm 2001, ủy ban đã họp trong một tiếng rưỡi. Ủy ban kiểm toán của Enron không có kiến thức kỹ thuật để đặt câu hỏi cho kiểm toán viên đúng về các vấn đề kế toán liên quan đến các thực thể mục đích đặc biệt của công ty. Ủy ban cũng không thể đặt câu hỏi về quản lý của công ty do áp lực lên ủy ban. :14 Tiểu ban thường trực của Thượng viện Hoa Kỳ về điều tra của báo cáo của Ủy ban về các vấn đề chính phủ đã cáo buộc các thành viên hội đồng cho phép các xung đột lợi ích cản trở nhiệm vụ của họ khi giám sát các hoạt động kế toán của công ty. Khi vụ bê bối của Enron trở nên công khai, xung đột lợi ích của ủy ban kiểm toán đã được xem xét với sự nghi ngờ.

#### Phân tích đạo đức và chính trị
Các nhà bình luận cho rằng sự quản lý sai lầm đằng sau sự sụp đổ của Enron là do nhiều nguyên nhân kinh tế và chính trị. Giải thích đạo đức tập trung vào lòng tham điều hành và sự kiêu ngạo, thiếu trách nhiệm xã hội của công ty, đạo đức tình huống và chủ nghĩa thực dụng kinh doanh được thực hiện. Các giải thích chính trị - kinh tế đã trích dẫn việc bãi bỏ quy định sau những năm 1970, và nhân viên không đủ tài chính và tài trợ cho việc giám sát quy định. Một phân tích tự do hơn đã duy trì rằng sự sụp đổ của Enron xuất phát từ sự phụ thuộc của công ty vào vận động hành lang chính trị, tìm kiếm tiền thuê và chơi game theo quy định.

### Các vấn đề kế toán khác
Enron tạo thói quen đặt chi phí cho các dự án bị hủy như tài sản, với lý do là không có công văn nào tuyên bố rằng dự án đã bị hủy bỏ. Phương pháp này được gọi là "quả cầu tuyết", và mặc dù ban đầu người ta cho rằng những thực hành như vậy chỉ được sử dụng cho các dự án trị giá dưới 90 triệu đô la, sau đó nó đã được tăng lên 200 triệu đô la. :77
Vào năm 1998, khi các nhà phân tích được đưa đi tham quan văn phòng Dịch vụ Năng lượng Enron, họ đã rất ấn tượng với cách các nhân viên làm việc rất mạnh mẽ. Trong thực tế, Skilling đã chuyển các nhân viên khác đến văn phòng từ các bộ phận khác (hướng dẫn họ giả vờ làm việc chăm chỉ) để tạo ra diện mạo mà bộ phận này lớn hơn nó. :179–180 Mưu mẹo này đã được sử dụng nhiều lần để đánh lừa các nhà phân tích về tiến trình của các khu vực khác nhau của Enron để giúp cải thiện giá cổ phiếu.